# ネガポジアングラー
『ネガポジアングラー』は、NUT制作による日本のテレビアニメ作品。2024年10月から12月までAT-Xほかにて放送された。略称は「ネガグラ」。
消極的な人生を送ってきた主人公の青年が、釣りや他者との関わりを通して変わっていくヒューマンストーリー。

## ストーリー
余命二年の宣告と、多額の借金。人生どん底の大学生、佐々木常宏は、ある日、借金取りに追われる最中、足を滑らせ海中へと転落する。生きることを諦め、このまま異世界に転生しないかなと逃げることを考える常宏だが、目を覚ました彼が居たのは異世界ではなく、海の真ん中に浮かぶ沖堤防の上だった。
常宏の命を助けてくれたのは、高校三年生の釣り好き少女ハナ、と彼女の同僚兼釣り仲間の貴明ら、沖堤防上で釣りを楽しむアングラーたちだった。彼らとの出会いによって、渋々、興味のない釣りを始める常宏だったが、徐々にハマッっていく。

## 登場人物
佐々木 常宏（）
声 - 岩中睦樹
本作の主人公。余命二年を宣告されたうえ、パチンコと投資の失敗による借金を抱え、なにもやっても人生がうまくいかないと鬱屈した思いを抱えている大学生。借金取りに追われ海中に転落し、沖堤防で釣り中のハナ、貴明らに救助される。ハナたちに釣りを教えてもらったさい、面白さが解らない、釣りは嫌いと言いつつも、それが縁で彼らの働く「Every mart（エブリマート）」というコンビニでバイトをすることになる。
鮎川 ハナ（）
声 - ファイルーズあい
高校三年生の釣り大好き少女。釣り仲間たちの中でも凄腕のアングラーでもある。釣りに対して真剣に向き合い、いっとう面白いものと思っており、その思いゆえ、「釣りが嫌い」と言う常宏に対し「やってみなければ面白さも解らない」と面白さを教えようとする。釣りの初心者である常宏が釣りかけたシーバスの大きさが、自分の釣ったものより大きかったと貴明から揶揄されたことを根に持ち、再戦を申し込むなどまっすぐで子供っぽい一面も持つ。
貴明をはじめとする釣り仲間は、Every martで働く同僚でもある。
躑躅森 貴明（）
声 - 石川界人
ハナらの釣り仲間、兼、同僚。見た目はピンクの髪と軽い口調などチャラめの陽キャだが、見ず知らずの常宏の命を必死で助けたり、常宏が住まいを失ったさいは、迎えに行き渋る常宏を説得して自宅に泊めるなどかなり面倒見がいい性格。なぜ人は釣りをするのかという哲学を抱えている。
西森こずえ（）
声 - 土屋李央
ハナらの釣り仲間、兼、同僚。ゆるふわ系女子で人との距離感が近いため異性に勘違いをさせやすいタイプ。釣りは初心者だが、常宏にやり方を一通り説明できる知識はある。ハナが大好きでよくつきまとっている。
町田（）
声 - 土田大
常宏らが働くEvery martの雇われ店長。穏やかな性格だが、優柔不断。バイトの面接の際、「釣りが嫌い」と言う常宏を「自分たちが釣りに行っている間、シフトに入ってくれる人が欲しかった」との理由で採用するほどの釣り好き。
藤代（）
声 - 菅原正志
Every martの店員、兼、みんなの釣り仲間。掴みどころがないが、釣りに対する造詣が深く、また謎の資金源をもっているなど、実態は謎に包まれている。
アイス
声 - 戸松遥
タイからやってきたモデル兼、コスプレイヤー。Every martの店員でもあり、みんなの釣り仲間でもある。溢れるバイタリティの持ち主でムードメーカー。アルアは弟。
アルア
声 - 広瀬裕也
アイスの弟。Every martで働きながら学ぶ留学生で、調理を専門に勉強している。釣り仲間でもあり、釣れた魚を調理してみんなに振舞ったりしている。

## スタッフ
- 原作 - ネガグラプロジェクト[1]
- 監督 - 上村泰[1]
- シリーズ構成・脚本 - 鈴木智尋[1]
- キャラクターデザイン・総作画監督 - 谷口宏美[1]
- 魚類の絵 - 長嶋祐成[1]
- プロップデザイン - 月田文律[1]、横山なつき[1]、谷口宏美[1]
- 美術監督 - 市倉敬[1]
- 美術設定 - 藤瀬智康[1]
- 色彩設計 - 垣田由紀子[1]
- CGディレクター - さいとうつかさ[1]
- 撮影監督 - 頓所信二[1]
- 編集 - 神宮司由美[1]
- 音響監督 - 岩浪美和[1]
- 音楽 - 菊谷知樹[1]
- 音楽制作 - KADOKAWA[1]
- 音楽プロデューサー - 水鳥智栄子
- プロデューサー - 菊島憲文、亢越、Julien Vig、西前朱加
- アニメーションプロデューサー - 角木卓哉
- アニメーション制作 - NUT[1]
- 製作 - 「ネガポジアングラー」製作委員会[1]

## 主題歌
「イト」
Van de Shopによるオープニングテーマ。作詞は栗山夕璃、作曲・編曲はVan de Shop。
「承認欲求」
96猫によるエンディングテーマ。作詞・作曲・編曲は設楽哲也。

## 各話リスト
| 話数   | サブタイトル           | 絵コンテ                        | 演出                  | 作画監督                                                                     | 初放送日       |
| ------ | ---------------------- | ------------------------------- | --------------------- | ---------------------------------------------------------------------------- | -------------- |
| 第1話  | ネガティブアングラー   | 上村泰 谷口宏美                 | 上村泰                | 谷口宏美                                                                     | 2024年 10月3日 |
| 第2話  | プールで釣りで         | 川尻健太郎                      | 川尻健太郎            | 緒方歩惟 三島詠子                                                            | 10月10日       |
| 第3話  | 心のこり               | 山本貴之 末田宜史 松原聡 三浦慧 | 山本貴之              | 南井尚子 三好和也 緒方歩惟 三島詠子                                          | 10月17日       |
| 第4話  | 釣りって難しい？       | 松原聡                          | 松原聡                | 南井尚子 三好和也                                                            | 10月24日       |
| 第5話  | 散財アングラー         | 室井ふみえ                      | 室井ふみえ            | 日向正樹 永田大樹                                                            | 10月31日       |
| 第6話  | TAI LOVER              | 三浦慧                          | 三浦慧                | 東亮太 中山見都美                                                            | 11月7日        |
| 第7話  | この人何者？           | 柴田匠                          | 福島利規 いわたかずや | 田中穣 武内啓 阿形大輔 高橋こう平 荒川奈津 西村千春 Triple A Revival RadPlus | 11月14日       |
| 第8話  | 親子の関係、子供の成長 | 松原聡                          | 松原聡                | 南井尚子 三島詠子 緒方歩惟 三好和也                                          | 11月21日       |
| 第9話  | 鍋パ                   | 青木弘安                        | 三浦慧                | Lee Gwan Woo Kim Kyung Ho Kim Jong Bum Lee Kyung Soon                        | 11月28日       |
| 第10話 | 常宏と貴明             | 川尻健太郎 栗田新一             | 川尻健太郎            | 栗田新一                                                                     | 12月5日        |
| 第11話 | 言わなきゃいけない     | 柴田匠                          | 柴田匠                | 南井尚子 三好和也 緒方歩惟 三島詠子 栗田新一 東亮太 梁博雅                   | 12月12日       |
| 第12話 | ネガポジアングラー     | 柴田匠 藤井俊郎 上村泰 末田宜史 | 山本貴之 梅本駿平     | 南井尚子 三好和也 緒方歩惟 三島詠子 栗田新一 東亮太 梁博雅                   | 12月19日       |

## 放送局
| 放送期間                 | 放送時間                     | 放送局     | 対象地域 | 備考                                            |
| ------------------------ | ---------------------------- | ---------- | -------- | ----------------------------------------------- |
| 2024年10月3日 - 12月19日 | 木曜 22:00 - 22:30           | AT-X       | 日本全域 | 製作参加 / CS放送 / 字幕放送 / リピート放送あり |
|                          | 木曜 22:30 - 23:00           | TOKYO MX   | 東京都   |                                                 |
|                          |                              | KBS京都    | 京都府   |                                                 |
| 2024年10月4日 - 12月20日 | 金曜 0:30 - 1:00（木曜深夜） | サンテレビ | 兵庫県   |                                                 |
|                          | 金曜 1:00 - 1:30（木曜深夜） | BS日テレ   | 日本全域 | BS/BS4K放送 / 『アニメにむちゅ〜』枠            |

| 配信開始日    | 配信時間                | 配信サイト | 備考                     |
| ------------- | ----------------------- | --- | ------------------------ |
| 2024年10月3日 | 木曜 22:30 更新         | ABEMA | 地上波同時・単独最速配信 |
| 2024年10月8日 | 火曜 22:30 以降順次更新 | dアニメストア niconico U-NEXT アニメ放題 バンダイチャンネル Hulu Lemino FOD DMM TV TELASA J:COM STREAM milplus 見放題パックプライム Prime Video WOWOWオンデマンド AnimeFesta | 見放題配信               |
|               |                         | music.jp ビデオマーケット カンテレドーガ クランクイン!ビデオ Rakuten TV HAPPY!動画                                                                                           | 都度課金配信             |